# Touni et Litelle
Touni et Litelle est une série télévisée d'animation française en 26 épisodes de huit minutes, créée par Jacques Peyrache et diffusée à partir du 15 octobre 1988 dans l'émission Club Dorothée sur TF1. 
Rediffusion à partir du 4 septembre 1989 dans l'émission Avant l'école sur TF1.

## Synopsis
Cette série met en scène des jumeaux, Touni et Litelle, qui s'inventent des aventures dans des pays imaginaires créés à partir d'objets du quotidien: par exemple, le Turlubili est le pays du téléphone. Ils vont à l'aventure sur des lits: Touni en a un qui roule au sol alors que Litelle a un lit volant. Avec l'aide de leurs amis, les Biliboules, des pelotes de laine qui volent et qui parlent, Touni et Litelle font la chasse à leur pire ennemi Diabili. Ce dernier est un petit diable bleu au nez rouge qui utilise son rouli-rouli (sorte de Segway volant) pour se déplacer. Son juron préféré est « Sakayapou ». Lorsqu'il se trouve dans les parages, c'est pour faire du tort aux Biliboules et pour empêcher Touni et Litelle de retourner chez eux.

## Voix
- Brigitte Lecordier : Touni
- Aurélia Bruno : Litelle

## Épisodes
1. Le bilibili
2. Le clinibili
3. Le burgerbili
4. Le monde à l'envers
5. Le minibili
6. Le frigibili
7. Le radiobili
8. Le pastelbili
9. Le lampibili
10. Le perdubili
11. Le bulbili
12. Le chronobili
13. Le photobili
14. Le bilimouille
15. Le bilivolt
16. Le filbili
17. Le biligaz
18. Le fantômabili
19. Le pépinbili
20. Le kawabili
21. Le bilispirine
22. Le ventilobili
23. Le coustobili
24. Le cyclobili
25. Le turlubili
26. L'astekiki